# Sander Westerveld
Sander Westerveld (Enschede, 23 oktober 1974) is een voormalig Nederlands voetballer. Hij was doelman in zes interlands voor het Nederlands elftal.

## Carrière
Van jeugdclub de Tubanters kwam Westerveld bij FC Twente terecht, waar hij in de seizoenen 1994/1995 en 1995/1996 veertien wedstrijden onder de lat stond. Vanwege grote concurrentie met Sander Boschker vertrok hij transfervrij naar Vitesse. Al snel bleek dat hij over uitstekende keeperskwaliteiten beschikte. Vanaf het seizoen 1999/2000 verdedigde hij het doel van het Engelse Liverpool. Hij won in 2001 met deze club de UEFA Cup, UEFA Super Cup, de FA Cup, Charity Shield en de League Cup. Gedurende het seizoen 2001/2002 werd hij verkocht aan het Spaanse Real Sociedad waar hij twee en een half seizoen speelde. Daarna speelde hij ook nog voor het Spaanse Real Mallorca. Het seizoen 2005/2006 keerde hij terug naar de Premier League en verdedigde de kleuren van Portsmouth. Begin 2006 leent Portsmouth hem uit aan Everton om blessures van Nigel Martyn en Richard Wright op te vangen. Uiteindelijk komt hij maar twee duels voor Everton uit.
In het seizoen 2006/2007 kwam de keeper uit voor UD Almería, in de Segunda División A. Dat seizoen promoveerde de club naar de Primera Division. Westerveld maakte het niet meer mee want zijn contract werd niet verlengd, waarna hij een eenjarig contract tekende bij de Nederlandse eredivisionist Sparta Rotterdam. De eerste helft van het seizoen 2008/09 hield hij zijn conditie op peil bij Real Mallorca.
Westerveld leek in juni 2009 een eenjarig contract te gaan tekenen bij FC Utrecht. Hij kwam echter niet door de medische keuring vanwege knieproblemen uit het verleden. Utrecht wilde naast Michel Vorm geen tweede blessuregevoelige keeper, waardoor een dienstverband bij de Domstedelingen op het laatste moment afketste.
Van 2009 tot 2011 kwam Westerveld uit voor AC Monza, de club van AC Milan-speler Clarence Seedorf. In het seizoen 2009/10 eindigde de club als vierde in de Lega Pro Prima Divisione.
In augustus 2011 tekende de 36-jarige doelman een contract voor twee jaar bij de satellietclub van het Nederlandse Ajax, Ajax Cape Town. Nadat zijn contract in 2013 afliep, bleef hij bij de club betrokken in de rol van keeperstrainer.

## Statistieken
| Seizoen        | Club             | Land                 | Competitie                 | Wed. | Goals |
| -------------- | ---------------- | -------------------- | -------------------------- | ---- | ----- |
| 1994/95        | FC Twente        | Vlag van Nederland   | Eredivisie                 | 3    | 0     |
| 1995/96        | FC Twente        | Vlag van Nederland   | Eredivisie                 | 11   | 0     |
| 1996/97        | Vitesse          | Vlag van Nederland   | Eredivisie                 | 34   | 0     |
| 1997/98        | Vitesse          | Vlag van Nederland   | Eredivisie                 | 34   | 0     |
| 1998/99        | Vitesse          | Vlag van Nederland   | Eredivisie                 | 33   | 0     |
| 1999/00        | Liverpool        | Vlag van Engeland    | Premier League             | 36   | 0     |
| 2000/01        | Liverpool        | Vlag van Engeland    | Premier League             | 38   | 0     |
| 2001/02        | Liverpool        | Vlag van Engeland    | Premier League             | 1    | 0     |
| 2001/02        | Real Sociedad    | Vlag van Spanje      | Primera División           | 20   | 0     |
| 2002/03        | Real Sociedad    | Vlag van Spanje      | Primera División           | 37   | 0     |
| 2003/04        | Real Sociedad    | Vlag van Spanje      | Primera División           | 20   | 0     |
| 2004/05        | RCD Mallorca     | Vlag van Spanje      | Primera División           | 6    | 0     |
| 2005/06        | Portsmouth       | Vlag van Engeland    | Premier League             | 6    | 0     |
| 2006/07        | Everton          | Vlag van Engeland    | Premier League             | 2    | 0     |
| 2007/08        | UD Almería       | Vlag van Spanje      | Segunda División A         | 34   | 0     |
| 2008/09        | Sparta Rotterdam | Vlag van Nederland   | Eredivisie                 | 29   | 0     |
| 2009/10        | AC Monza         | Vlag van Italië      | Lega Pro Prima Divisione A | 30   | 0     |
| 2010/11        | AC Monza         | Vlag van Italië      | Lega Pro Prima Divisione A | 22   | 0     |
| 2011/12        | Ajax Cape Town   | Vlag van Zuid-Afrika | Premier Soccer League      | 23   | 0     |
| 2012/13        | Ajax Cape Town   | Vlag van Zuid-Afrika | Premier Soccer League      | 19   | 0     |
| Totaal         | Totaal           | Totaal               | Totaal                     | 438  | 0     |
| Bijgewerkt tot | 1 januari 2014   |                      |                            |      |       |

## Erelijst
| Competitie          |           |           |           |           |
| Competitie          | Aantal    | Jaren     |           |           |
| Liverpool           | Liverpool | Liverpool | Liverpool | Liverpool |
| ------------------- | --------- | --------- | --------- | --------- |
| Internationaal      |           |           |           |           |
| UEFA Cup            | 1x        | 2000/01   |           |           |
| UEFA Super Cup      | 1x        | 2001      |           |           |
| Nationaal           |           |           |           |           |
| FA Charity Shield   | 1x        | 2001      |           |           |
| Football League Cup | 1x        | 2000/01   |           |           |
| FA Cup              | 1x        | 2000/01   |           |           |

## Nederlands Elftal
Westerveld kwam in totaal zes keer uit voor het Nederlands elftal. Onder leiding van bondscoach Frank Rijkaard maakte hij zijn debuut op 8 juni 1999 in de vriendschappelijke wedstrijd tegen Brazilië (3-1) in Goiânia. Hij nam met Oranje deel aan het EK voetbal 2000 in eigen land en het EK voetbal 2004 in Portugal.
| Interlands van Sander Westerveld voor Nederland | Interlands van Sander Westerveld voor Nederland | Interlands van Sander Westerveld voor Nederland | Interlands van Sander Westerveld voor Nederland | Interlands van Sander Westerveld voor Nederland | Interlands van Sander Westerveld voor Nederland |
| №                                               | Datum                                           | Wedstrijd                                       | Uitslag                                         | Competitie                                      | Goals                                           |
| Als speler van SBV Vitesse                      | Als speler van SBV Vitesse                      | Als speler van SBV Vitesse                      | Als speler van SBV Vitesse                      | Als speler van SBV Vitesse                      | Als speler van SBV Vitesse                      |
| ----------------------------------------------- | ----------------------------------------------- | ----------------------------------------------- | ----------------------------------------------- | ----------------------------------------------- | ----------------------------------------------- |
| 1                                               | 08.06.1999                                      | Brazilië – Nederland                            | 3 – 1                                           | Vriendschappelijk                               | 0                                               |
| Als speler van Liverpool                        |                                                 |                                                 |                                                 |                                                 |                                                 |
| 2                                               | 29.03.2000                                      | België – Nederland                              | 2 – 2                                           | Vriendschappelijk                               | 0                                               |
| 3                                               | 16.06.2000                                      | Nederland – Denemarken                          | 3 – 0                                           | EK-eindronde                                    | 0                                               |
| 4                                               | 21.06.2000                                      | Nederland – Frankrijk                           | 3 – 2                                           | EK-eindronde                                    | 0                                               |
| 5                                               | 25.06.2000                                      | Nederland – Joegoslavië                         | 6 – 1                                           | EK-eindronde                                    | 0                                               |
| 6                                               | 28.02.2001                                      | Nederland – Turkije                             | 0 – 0                                           | Vriendschappelijk                               | 0                                               |